# Glabellula rotundipennis
Glabellula rotundipennis är en tvåvingeart som beskrevs av Axel Leonard Melander 1950. Glabellula rotundipennis ingår i släktet Glabellula och familjen svävflugor.
Artens utbredningsområde är Kalifornien. Inga underarter finns listade i Catalogue of Life.